# Yo la busco
Yo la busco és una pel·lícula catalana en català de comèdia dramàtica del 2018 coescrita i dirigida per Sara Gutiérrez Galve i produïda per Nanouk Films amb suport de la Universitat Pompeu Fabra (com a projecte de treball de fi de grau). Pren el nom d'una estrofa de la cançó Alegría de vivir de Ray Heredia, tema principal de la pel·lícula.

## Sinopsi
Max té trenta anys i comparteix pis amb Emma, qui li dona una inesperada notícia que genera una bretxa entre tots dos: ella decideix mudar-se a viure amb un altre aic. Aquest anunci fa que creixin dins de Max dubtes i inquietuds que l'empenyen a sortir al carrer i fer un transformador passeig a la nit barcelonina, un passeig ple de clarobscurs i trobades amb personatges fascinants.

## Repartiment
- Dani Casellas	...	Max
- Laia Vidal...	Emma
- Carla Linares	...	Jana
- Oriol Esquerda ...	Bruno
- Quique Navas	...	Quique

## Nominacions i premis
Fou estrenada al Festival de Màlaga de 2018, on va guanyar la Bisnaga de Plata al millor actor i el premi Movistar+. També fou declarada millor pel·lícula del certamen Som Cinema. i es va projectar al D'A Film Festival, Festival Cinema Jove de València i Atlàntida Film Fest. També fou nominada al Gaudí a la millor pel·lícula en llengua catalana.